# Ostfriesland

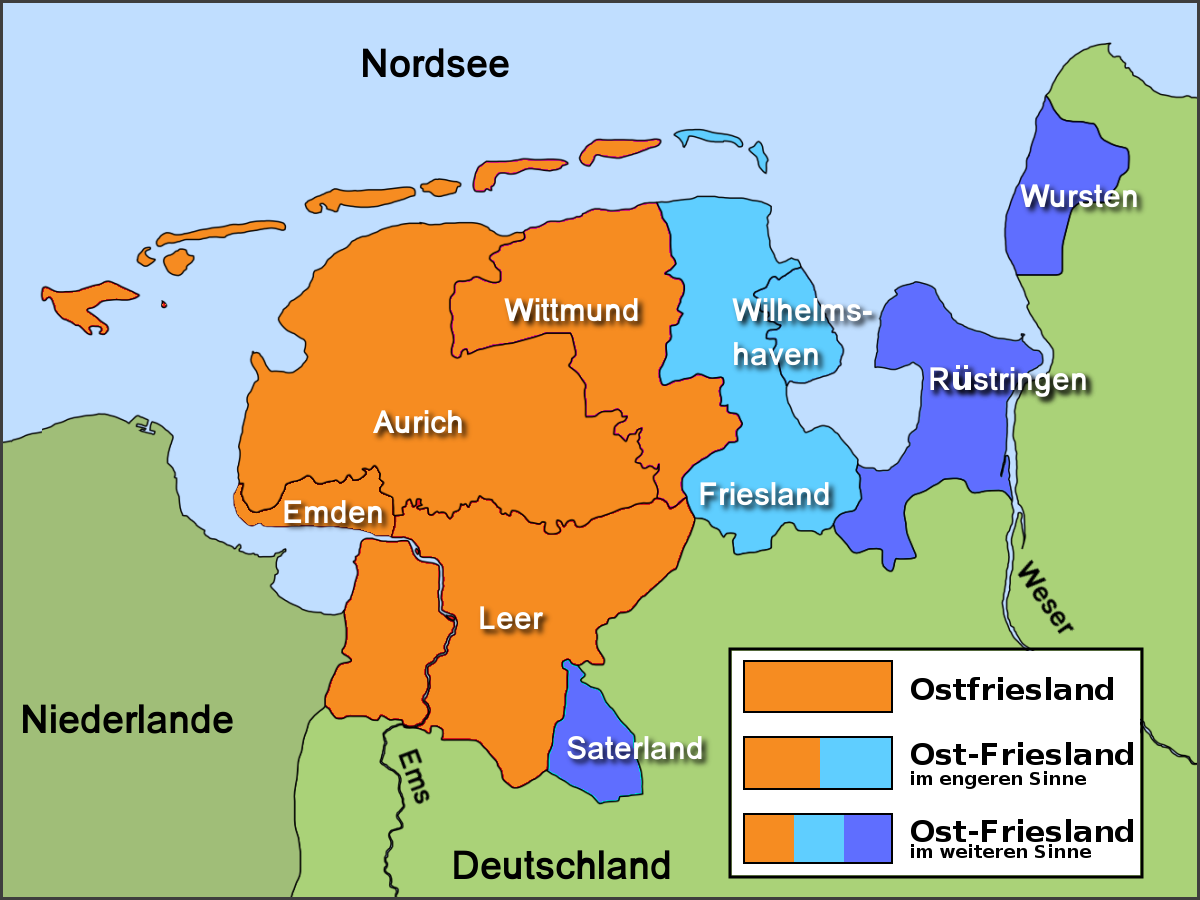
Ostfriesland i administrativt (orange) och geografiskt avseende (orange, ljusblå). Ibland räknas även andra frisiska områden (mörkblå) in i Ostfriesland.

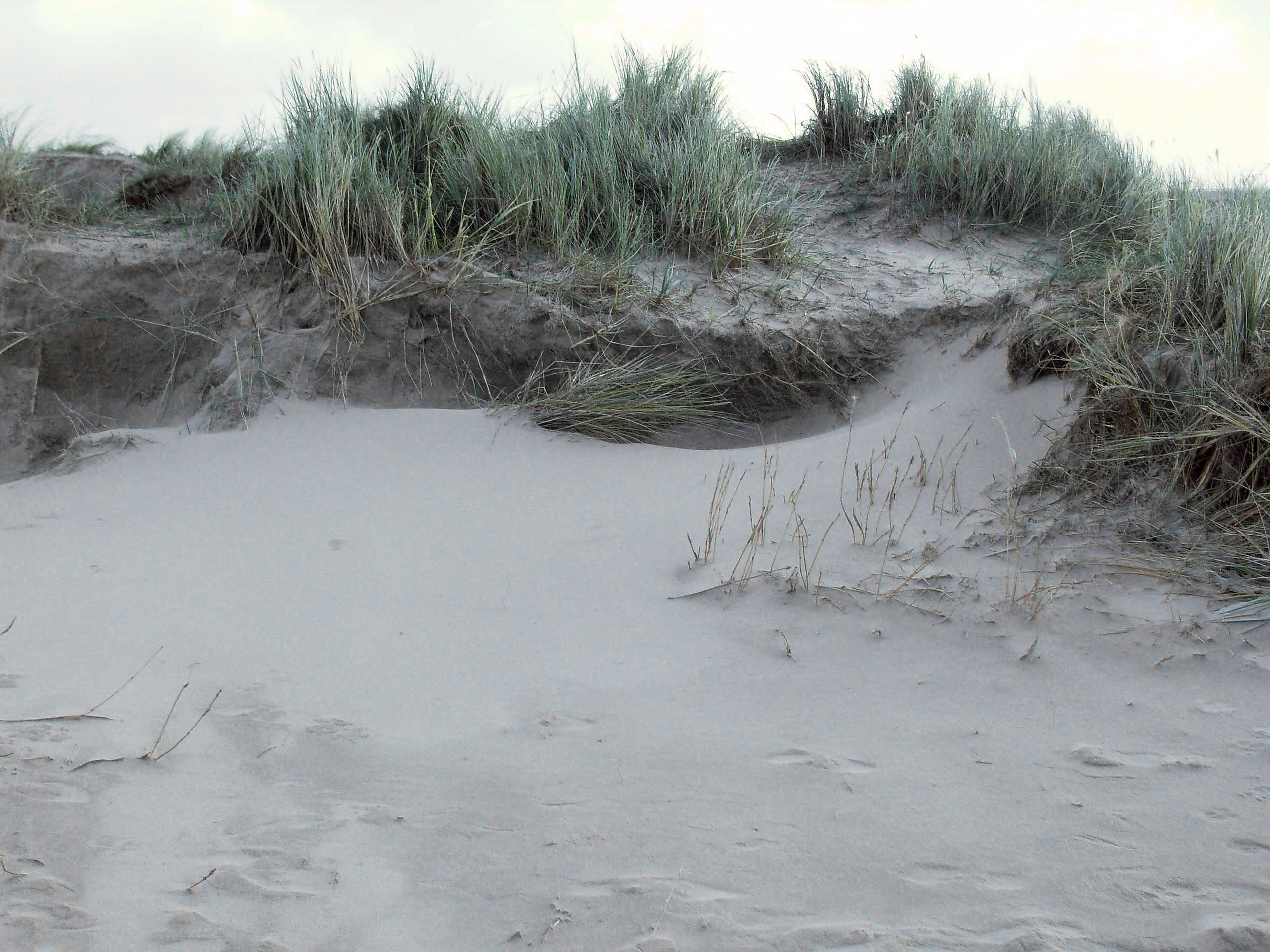
Strandhavre i sanddynerna på de ostfrisiska öarna.

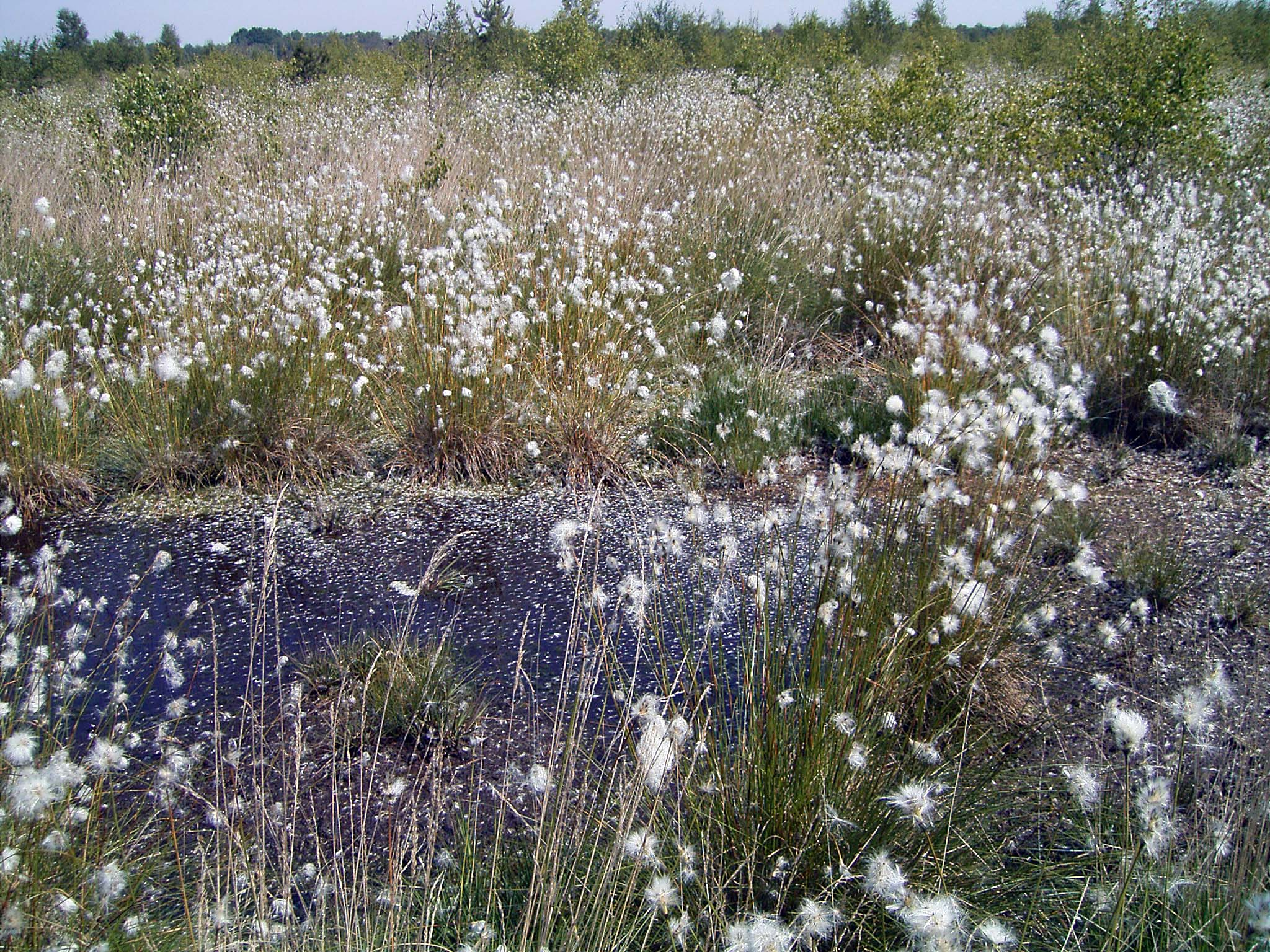
Ullgräs på en myr i Ostfriesland.

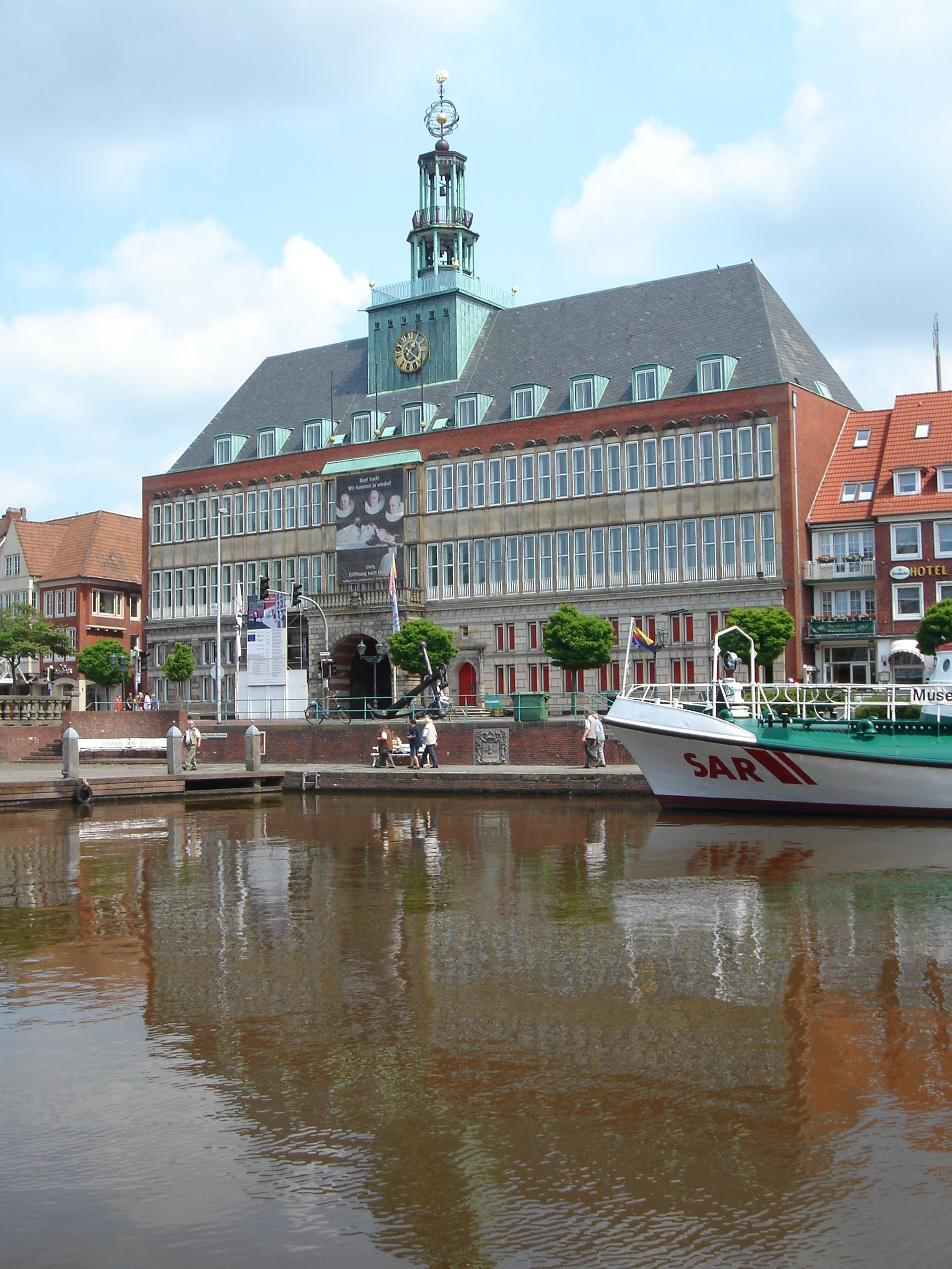
Rådhuset i Emden, återuppbyggt efter andra världskriget.

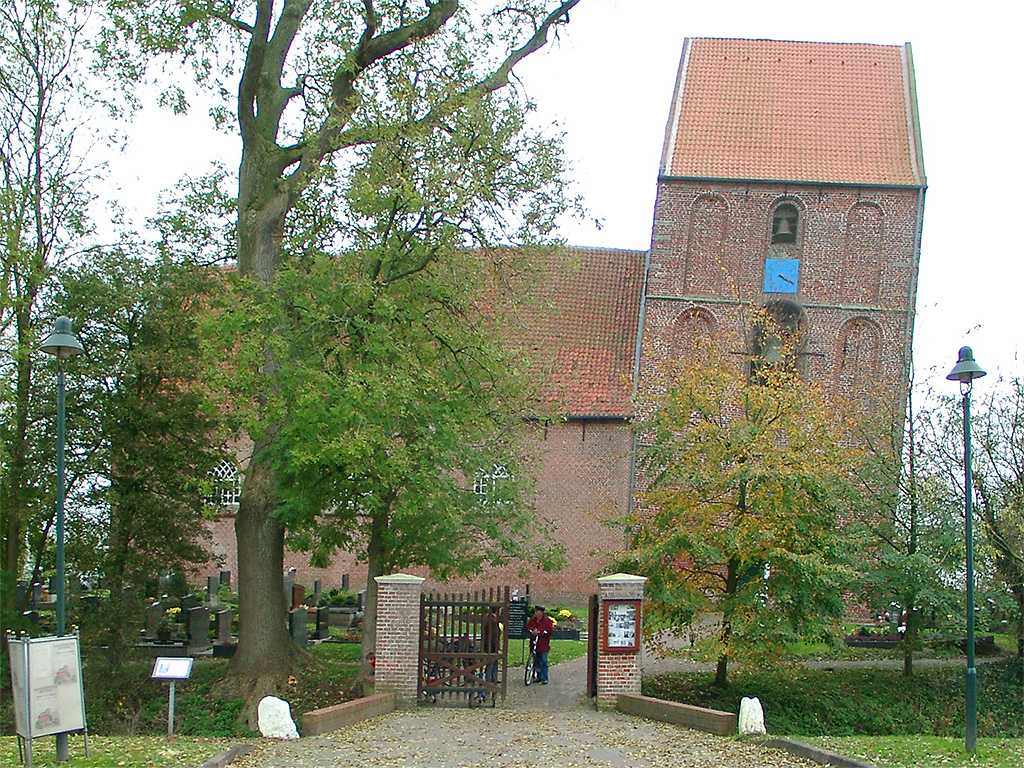
Kyrktornet i Suurhusen

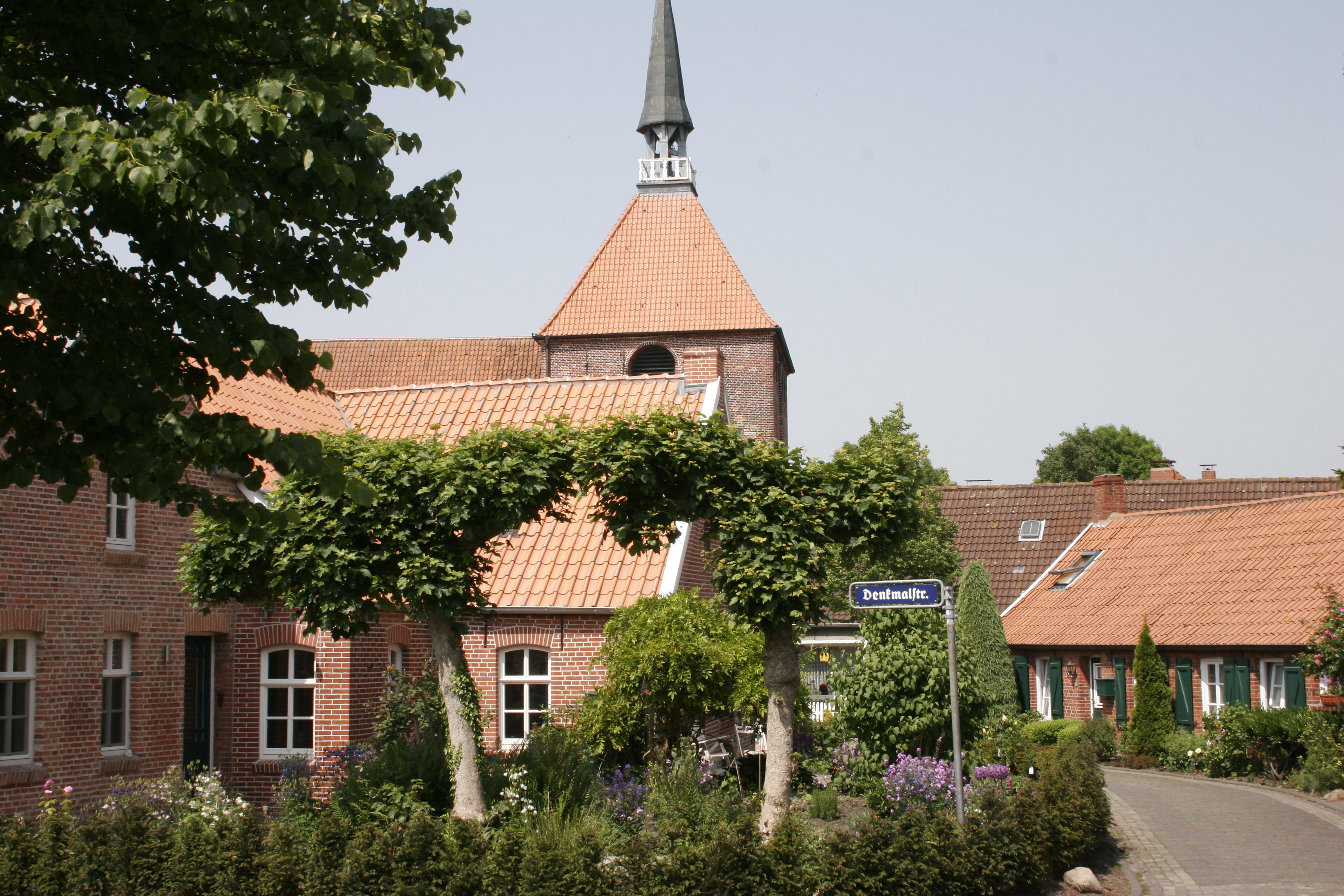
Byn Rysum på Krummhörn utanför Emden.

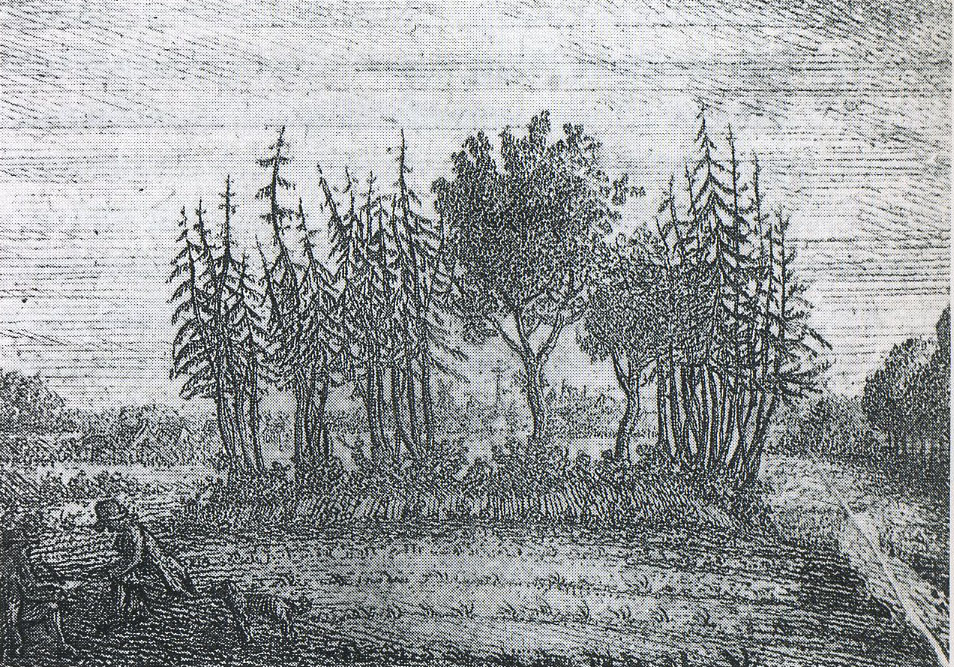
Upstalsboom utanför Aurich var centrum för det frisiska förbundet under den frisiska friheten

Ostfriesland är ett historiskt landskap i förbundslandet Niedersachsen i nordvästra Tyskland. Politiskt och kulturellt består Ostfriesland av det tidigare administrativa området Regierungsbezirk Aurich, det vill säga distrikten Aurich, Leer och Wittmund samt den självständiga staden Emden. 
Geografiskt kan även distriktet Friesland och den självständiga staden Wilhelmshaven räknas som delar av den ostfrisiska halvön. 
Ibland räknas även de övriga frisiska områdena i Niedersachsen in i Ostfriesland, det vill säga den saterfrisiska kommunen Saterland i distriktet Cloppenburg samt de historiska landskapen Rüstringen i distriktet Wesermarsch och Wursten i Cuxhaven. 
De största städerna i egentliga Ostfriesland är Emden (51 742 invånare), Aurich (40 651), Leer (34 128), Norden (25 147) och Wittmund (21 465).

## Geografi
Ostfriesland utgör Tysklands nordvästra spets och ligger vid Nordsjön, mellan Dollart och Jadebusen. Ostfriesland består av förhållandevis glest befolkade slättbygder bestående av marskland vid kusten samt myrområden och geestområden i inlandet. Landskapets högsta naturliga punkt är en sanddyn på ön Norderney, 22 meter över havet. På fastlandet har naturskyddsområdet Hollesand i Uplengen den högsta punkten, 18 meter över havet. Stora områden ligger under havsnivån. Längs kusten finns sedan omkring år 1000 vallar som skydd mot översvämningar. Hela området avvattnas genom kanaler och pumpanordningar. 
Det ostfrisiska jordbrukslandskapet präglas även av de typiska vallhäckarna, det vill säga busk- och trädbeväxta vallar som har anlagts för att avgränsa ängar och åkrar. Det finns dessutom ett flertal myrsjöar, kanaler och mindre floder. Den största floden i området är Ems och den längsta kanalen är Ems-Jade-kanalen.
Utanför fastlandet ligger de ostfrisiska öarna som kännetecknas av sanddyner med delvis anlagd växtlighet (sandrör, Ammophila arenaria). Mellan öarna och fastlandet ligger Vadehavet som numera till stor del utgör en nationalpark. Längre in mot landet ansluter marsklandet med saltängar som ibland är täckta av havsvatten. Typiska växter här tillhör släktet glasörter (Salicornia). 

## Historia
Chauker och friser var två germanska stammar som befolkade det nuvarande Ostfriesland. Romarriket upprättade olika läger i området strax före tiden för början av vår tideräkning. På 400-talet minskade befolkningen starkt på grund av att marsklandet översvämmades och att även geestområdena blev drabbade av ökade vattenmängder. En del av befolkningen utvandrade till England (anglosaxare). På 600- och 700-talen ökade områdets befolkning igen genomen frisisk expansion. Bosättningar var endast möjliga på högre belägna geestområden och på anlagda kullar (Warft) i marsklandet.  
Runt år 700 skapades det första frisiska kungadömet. År 785 erövrade Karl den store hela Friesland efter segern mot gamla Sachsen. Karl den store lät skriva ned den frisiska lagen och inrättade en kustbevakning som skydd mot angrepp från vikingar. Enligt legenden instiftade Karl den store den så kallade frisiska friheten. Fram till 1300-talet samlades varje år representanter för de sju ostfrisiska områdena vid Upstalsboom utanför Aurich som en del i den frisiska friheten. Vid tiden för den frisiska friheten fanns följande frisiska landskap i området och dess omedelbara närhet:
- Rheiderland
- Overledingerland
- Saterland
- Moormerland
- Lengenerland
- Emsigerland
- Federgo
- Brokmerland
- Norderland
- Auricherland
- Harlingerland
- Wangerland
- Östringen
- Rüstringen
- Wursten.

Kring år 1000 började friserna att anlägga skyddsvallar mot havet och större områden som förut varit marskland och havsbotten kunde torrläggas, odlas upp och bebyggas. Områden som redan förut fanns ovan havsnivån var i stor utsträckning täckta med myrar. Genom anläggning av kanalsystem omvandlades regionen till lantbruksområde.
På 1100- och 1200-talen anlades cirka 30 kloster i Ostfriesland som delades mellan biskoparna i Bremen och Münster. På 1300-talet förlorade områdets ledande familjer i makt på grund av stormfloder och pest. Ett nytt hövdingasystem växte fram. När Vitaliebröderna fördrevs från Gotland år 1398 fann de ett nytt hem i Ostfriesland. Den mest bekante av dessa sjörövare var Klaus Störtebeker. Detta ledde dock till konflikter med Hansan och under hövdingatiden utkämpades fler slag mot Hamburg och Bremen.  
Runt år 1430 blev familjen Cirksena den mest inflytelserika familjen i Ostfriesland. År 1464 blev Ulrich I utsedd till greve av Ostfriesland. Ostfriesland blev därmed ett så kallat riksgrevskap och år 1654 ett furstendöme. Edzard I av Ostfriesland var den viktigaste greven, under vars tid reformationen inleddes och den ostfriesiska landsrätten togs fram. I slutet på 1500-talet flyttade grevefamiljen från Emden till Aurich i samband med oroligheter i Emden.
Under trettioåriga kriget härjades Ostfriesland, med undantag för Emden, som just hade färdigställt sin skyddsvall. Ostfriesland kom under sina sista år nära Nederländerna. Holländska trupper var stationerade i Leer och Emden.      
År 1744 dör furstefamiljen ut och Ostfriesland tillfaller Preussen. Den preussiska tiden innebär ett ekonomiskt uppsving för Ostfriesland som också öppnas mot omvärlden. År 1751 blir Emden en frihamn. År 1765 inleds koloniseringen av myrområdena i Ostfriesland (fehn). 
Under åren 1807–1810 tillhör landskapet Kungariket Holland och åren 1810–1813 Frankrike. Genom Wienkongressen 1814–1815 tilldelas landskapet kungariket Hannover. Efter Hannovers nederlag år 1866 blir Ostfriesland åter en del av Preussen och år 1871 blev Ostfriesland en del av Tyska riket. 
Under andra världskriget förstördes stora delar av staden Emden och efter kriget blev området en del av den brittiska ockupationszonen. År 1946 blev Ostfriesland en del av Land Hannover och senare samma år Niedersachsen. Fram till 1978 utgjorde Ostfriesland ett eget förvaltningsområde (Regierungsbezirk Aurich).

## Politik

### Grevar av Ostfriesland
- Edzard I Cirksena (1461-1528)
- Edzard II Cirksena (1591-1599)
- Enno III Cirksena (1599-1625)

## Ekonomi

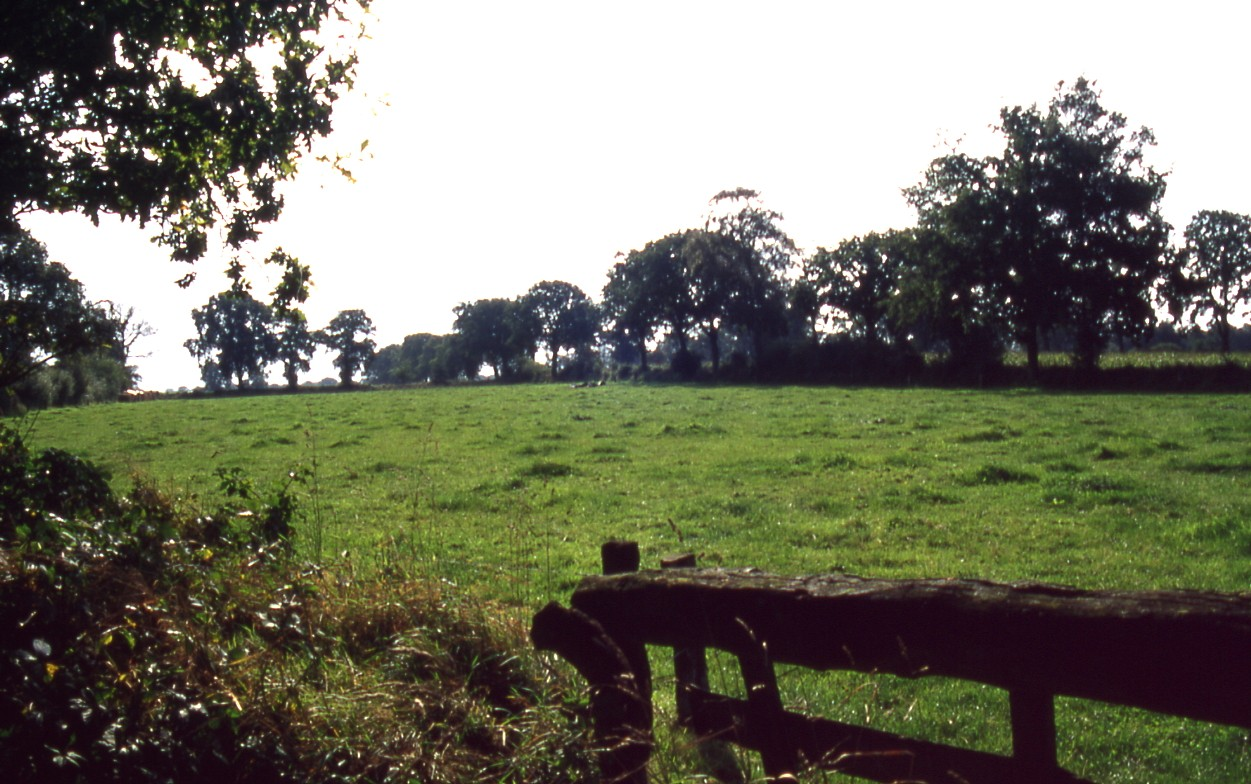
De för Ostfriesland typiska vallhäckarna

Ostfrieslands näringsliv har traditionellt präglats av jordbruk, fiske och sjöfart. Hamnarna i Emden och Wilhelmshaven tillhör de viktigare hamnarna i Tyskland. Där finns också varvsindustri, och i Emden finns bland annat Volkswagenfabriker. Genom Ostfriesland går ett antal kanaler, bland annat Ems-Jade-kanalen och Nordgeorgsfehnkanalen. 
Jordbruket är fortfarande en viktig näring, inte minst mjölk- och smörproduktion. Trädgårdsprodukter är viktiga i bland annat Wiesmoor och i Jever finns bryggerier. 
Under de senaste hundra åren har även turismen blivit en viktig näring, inte minst längs kusten och ute på de ostfrisiska öarna. Ostfriesland är känt för sina kanaler, väderkvarnar, slott och sandstränder. Landskapet genomkorsas av ett stort antal cykelleder. 
Genom landskapet går ett antal motorvägar, bland annat A28 mot Leer, A29 mot Wilhelmshaven och A31 mot Emden. Genom landskapet går även olika järnvägslinjer, bland annat från Emden till Oldenburg, Bremen och Münster. Hamnar finns i bland annat Emden, Leer och Wilhelmshaven. 

## Kultur

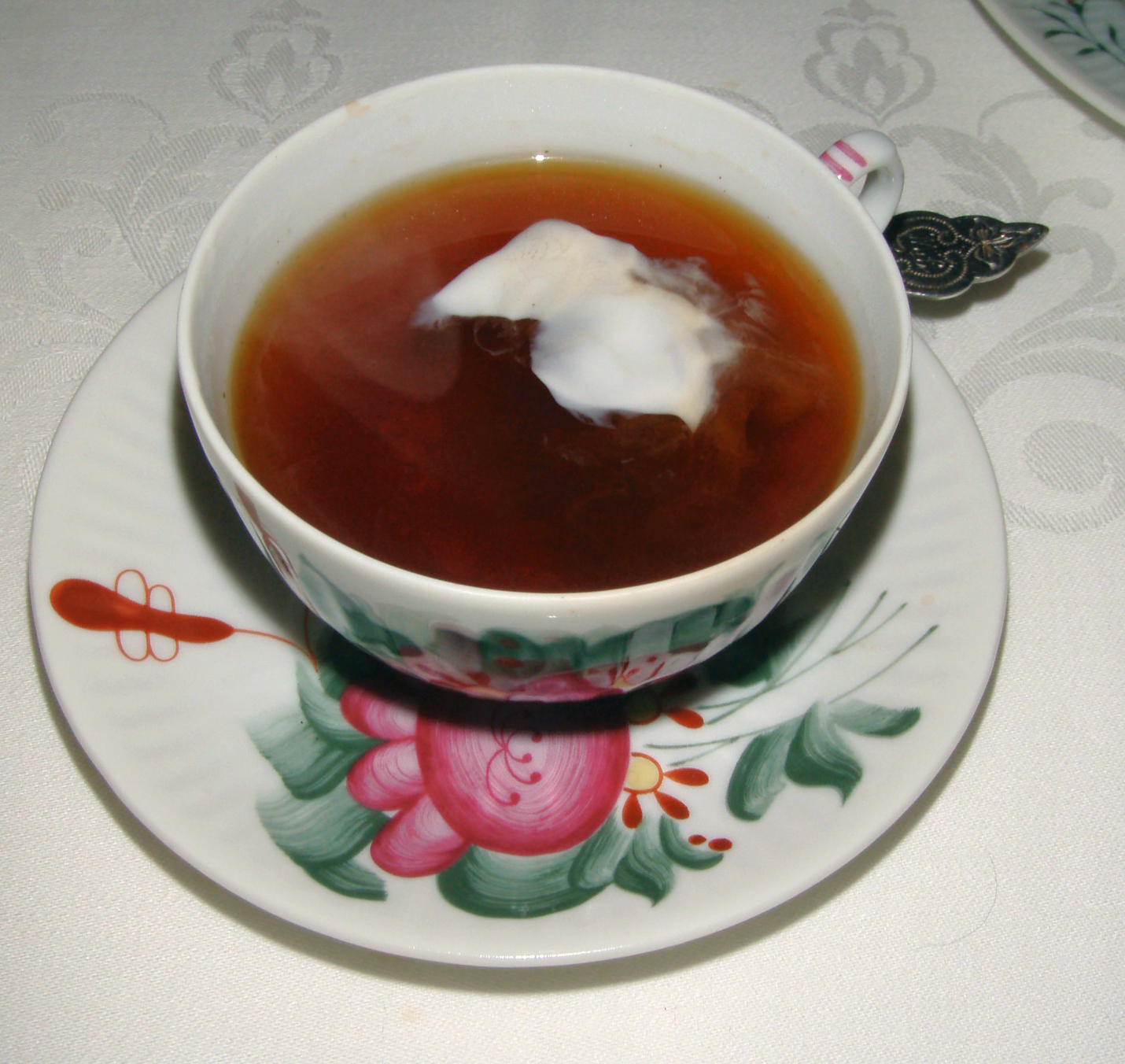
Ostfriesiskt te

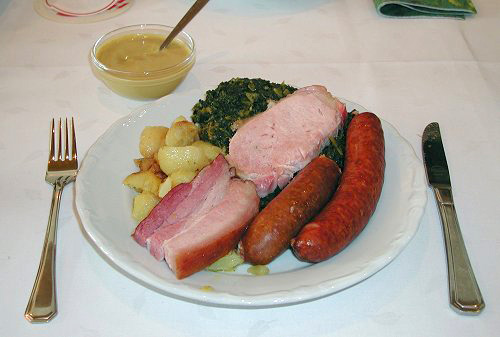
Grönkål med potatis, pinkelkorv, kassler och sidfläsk

I Ostfriesland finns ett stort antal museer, bland annat konstmuseet i Emden, slottet i Jever, sjöfartsmuseer i Wilhelmshaven och det så kallade ostfriesiska landskapet i den ostfriesiska huvudstaden Aurich. Dessutom finns ett stort antal hembygdsmuseer på den ostfriesiska landsbygden. 
Ostfriesland är bland annat känt för sin teceremoni. Ostfriesisk teblandning framställs i bland annat Leer. Teet dricks med kandisocker (Kluntje) och grädde. I regionen finns ett flertal särskilda maträtter. Vintertid äts till exempel gärna grönkål med korv, kassler och fläsk. 
Friserna i Ostfriesland talar sedan 1800-talet inte längre östfrisiska, men har behållit sin kulturella identitet. Saterfriserna i Saterland härstammar från östfriserna. Saterfrisiska talas i vissa samhällen i Saterland i distriktet Cloppenburg. Saterfrisiskan är en sista rest av östfrisiskan som tidigare talades i Ostfriesland. Frisernas intressen företräds av det interfrisiska rådet (Interfrasche Rädj) med säte i Leer. 
Ostfriesland och särskilt dess landsbygd utgör även ett kärnområde för lågtyskan (plattyskan).